# 米洛河
米洛河（英語：Milo River）為西非幾內亞的一條河流，注入尼日河。發源於幾內亞恩澤雷科雷大區，流經法拉納大區後注入尼日河。米洛河的水源主要來自雨水，逕流比率約占30%。康康至錫吉里約75公里可通行小船。而米洛河部分流域屬尼日-尼安丹-米洛濕地（Niger-Niandan-Milo wtetland）的一部份。

## 外部連結
- UniMaps幾內亞地圖